# Birds Aren't Real (movimiento)

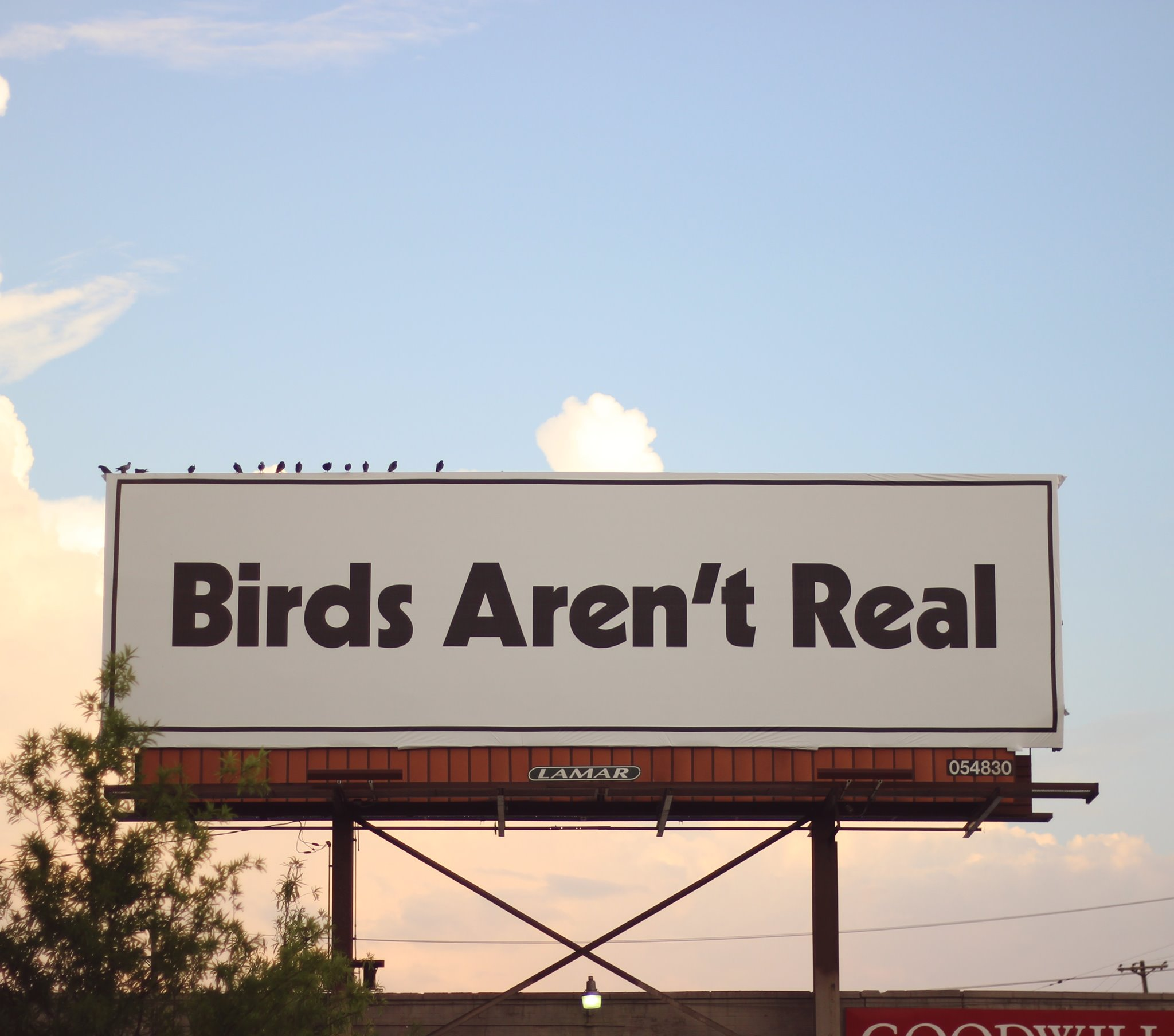
Cartel en Memphis, Tennessee, 2019

Birds Aren't Real (en español: «Los pájaros no son reales») es un movimiento satírico que promueve la falsa teoría conspirativa de que las aves son, en realidad, drones operados por el gobierno de los Estados Unidos para espiar a los ciudadanos de Estados Unidos. En 2018, la periodista Rachel Roberts describió Birds Aren't Real como "una broma en la que participan miles de personas".

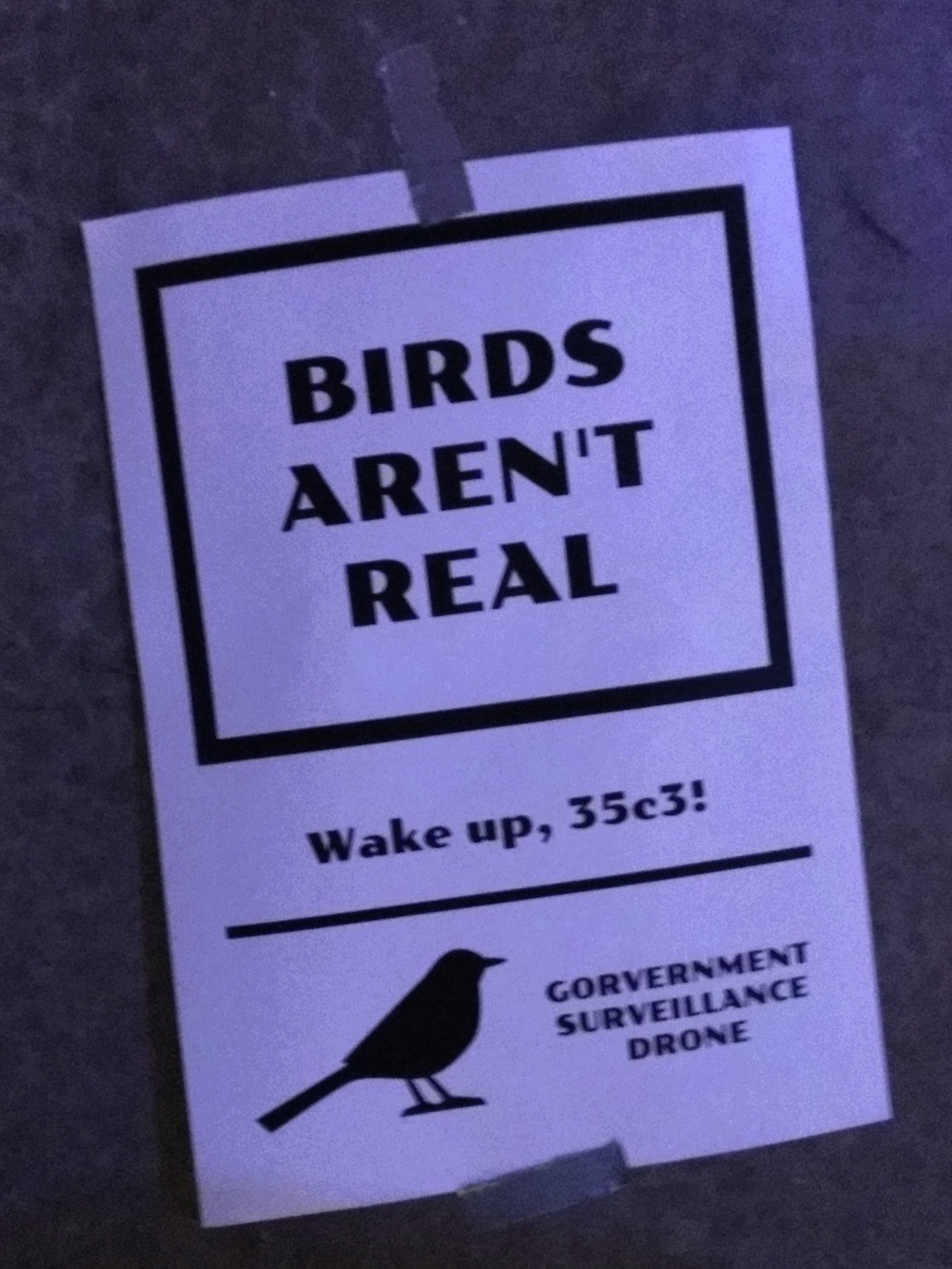
Póster en el 35° Congreso de Comunicación del Caos (2018), inspirado en el movimiento.

Peter McIndoe creó esta satírica teoría conspirativa "por un capricho" en enero de 2017. Después de ver a los manifestantes pro-Trump que hacía una contra-protesta en la Marcha de las Mujeres de 2017 en Memphis (Tennessee), McIndoe escribió "Los pájaros no son reales" en una pancarta. Ahí mismo improvisó una teoría conspirativa entre los manifestantes como una "broma espontánea". El vídeo de McIndoe en la marcha se volvió viral, lo que dio inicio al movimiento satírico. En 2017, publicó en Facebook: "Hice un movimiento satírico hace unos meses y a la gente en Instagram parece haberle gustado mucho". Al tiempo negó la publicación, diciendo que fue escrita por un empleado que tuvo que ser despedido. No fue hasta 2021 que McIndoe reconoció el elemento satírico y que no creía en la conspiración.
El movimiento afirma que todas las aves en los Estados Unidos fueron exterminadas por el gobierno federal entre 1959 y 1971 y reemplazadas por drones espías que simulan ser palomas. El objetivo del gobierno sería espiar a la ciudadanía por razones de seguridad. Los "drones" sería eléctricos y se recargaría al posarse sobre los cables eléctricos. Así mismo, el excremento de las aves se usaría como método de seguimiento de vehículos y personas. Incluso la teoría explicaría el móvil del Asesinato de John F. Kennedy por parte del gobierno estadounidense, debido a su renuencia a matar a todos los pájaros. Los detalles de la presunta conspiración muchas veces eran inconsistentes, tal como en las teorías conspirativas reales.

## Partidarios y simpatizantes
Algunos partidarios del movimiento se han manifestado con carteles que dicen "Los pájaros no son reales" y otros lemas relacionados. En 2019, un valla publicitaria que decía "Los pájaros no son reales" fue colocada en Memphis (Tennessee). En 2021, algunos simpatizantes se manifestaron frente a la sede de Twitter en San Francisco exigiendo que la empresa cambiara su logotipo de pájaro. Según MSNBC, en 2021, el movimiento tenía cientos de miles de partidarios.

## Apariciones en los medios
McIndoe ha hecho múltiples apariciones en varios medios de comunicación. Ha realizado varias entrevistas promocionando el movimiento. En 2021, afirmó que trabaja a tiempo completo como portavoz de la organización, financiandose económicamente con la venta de artículos promocionales.

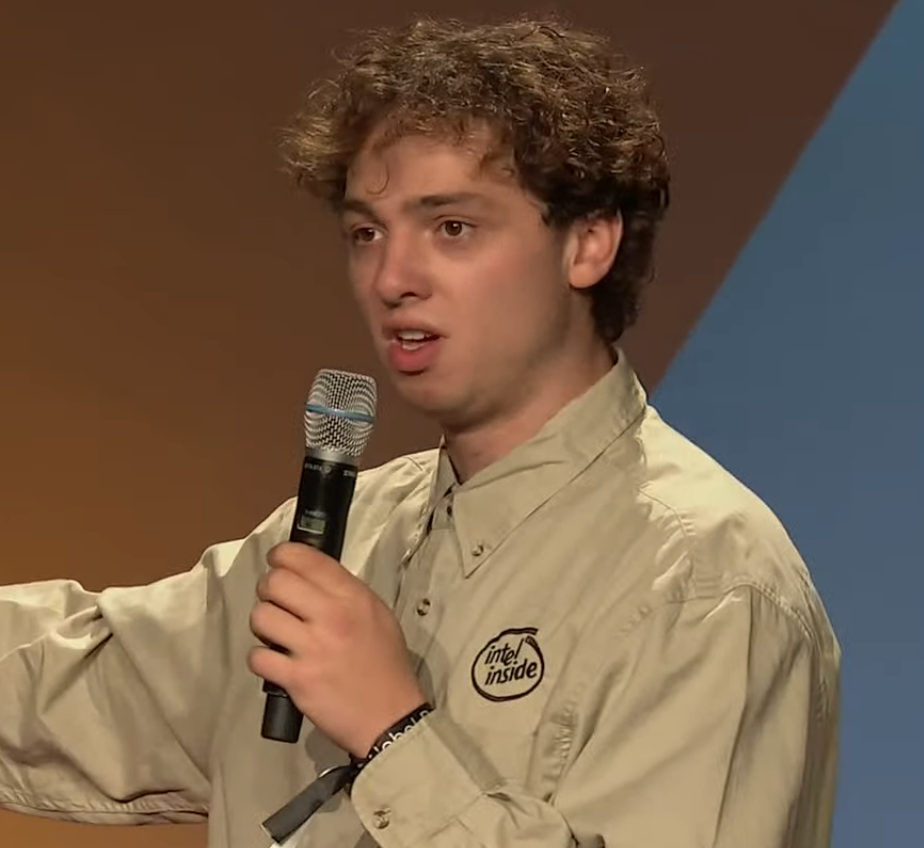
Peter McIndoe, creador de movimiento Birds Aren't Real. 2023 Nobel Summit, Washington D. C.

En una entrevista de 2019 con WREG-TV, McIndoe explotó el sesgo de falso equilibrio para promover Birds Aren't Real, diciendo sentirse ofendido ante la pregunta si el movimiento era satírico, y preguntándose porqué la opción opuesta (los pájaros sí son reales) no era cuestionada. El 6 de enero de 2022, McIndoe habría simulado un vomitó en vivo durante una entrevista con la cadena WGN9, de Chicago. El hecho fue calificado por Adweek una "aparente broma" mientras que McIndoe lo consideró "un atentado a su salud".
En enero de 2022, McIndoe dio su primera entrevista donde "rompe el personaje" y revela el movimiento como satírico. Poco después, en mayo del mismo año, dio otra entrevista en donde la inició "en personaje" para después volver a explicar la verdadera naturaleza del movimiento: "Se trata de tomar el concepto de desinformación e intentar construir un pequeño espacio seguro, para reunirnos dentro de él y reírnos de él, en lugar de asustarse por ello. Y aceptar la locura de todo esto y ser un creyente de que de los pájaros por un momento, donde todo es una locura". En abril de 2023, McIndoe realizó una charla TED sobre el movimiento, donde reflexiona sobre las conspiraciones.

## Los pájaros no existen (España)
La iniciativa desarrollada en Estados Unidos fue replicada por un grupo de ciudadanos de Barcelona. Allí, repiten las consignas de la sátira conspiracionista de Birds aren´t real, convocan a manifestaciones (25 de mayo de 2024 en Barcelona, 22 de junio de 2024 en Madrid), y venden productos tales como camisetas y pegatinas.